# Keeanga-Yamahtta Taylor
Keeanga-Yamahtta Taylor é um acadêmica, escritora e ativista americana. Ela é professora de Estudos Afro-Americanos na Universidade do Noroeste. Ela é autora da obra From #BlackLivesMatter to Black Liberation (2016). Por este livro, Taylor recebeu o Prêmio de Liberdade Cultural de 2016 para um livro especialmente notável da Fundação Lannan.

## Educação
Enquanto trabalhava como defensora de inquilinos, Taylor se matriculou em aulas noturnas na Universidade Northeastern Illinois. Ela se mudou para a cidade de Nova Iorque antes de retornar a Chicago para concluir seu bacharelado em 2007. Taylor obteve um Master of Arts em Estudos Afro-Americanos pela Universidade do Noroeste em 2011. Taylor obteve seu PhD no ano de 2013 em Estudos Afro-Americanos pela Universidade do Noroeste. Sua dissertação é intitulada Race for Profit: Black Housing and the Urban Crisis in the 1970s.

## Carreira
Entre os anos de 2013 a 2014, Taylor fez seu pós-doutorado com uma bolsa de estudos do Chanceler no Departamento de Estudos Afro-Americanos da Universidade de Illinois em Champaign-Urbana. Taylor foi professora na Universidade de Princeton no Departamento de Estudos Afro-Americanos. Artigos de opinião de autoria de Taylor apareceram nos periódicos The Guardian, The New York Times, The New Yorker, e Jacobin. Taylor também apareceu como convidada no Democracy Now!, All Things Considered da National Public Radio, no podcast The Intercept e Why Is This Happening? da NBC, com Chris Hayes entre muitos outros.
O livro de Taylor Race for Profit: Black Housing and the Urban Crisis in the 1970s foi publicado em 2019 pela University of North Carolina Press. Foi semifinalista de 2020 do National Book Award de não-ficção e finalista de 2020 do Prêmio Pulitzer de História. Ela é bolsista Guggenheim de 2021.
Em 28 de setembro de 2021, Taylor foi nomeada MacArthur Fellow.
Desde 2022, ela é professora de estudos afro-americanos na Northwestern University, sua alma mater, em Evanston, IL.

## Atuação como ativista
Em 20 de janeiro de 2017, Taylor participou do "Anti-Inauguration", organizado pela revista Jacobin, a editora Haymarket Books, e Verso no Lincoln Theatre, no mesmo dia da posse de Donald Trump. Outros palestrantes também estavam presentes como Naomi Klein, Anand Gopal, Jeremy Scahill e Owen Jones.
Em 2017, Taylor foi coautora de uma convocação para mobilizar uma greve de mulheres, que culminou no Dia Sem Mulher em 8 de março de 2017. Em artigos para o periódico The Guardian e The Nation, Taylor defendeu a Marcha das Mulheres de 2017.
Em 20 de maio de 2017, Taylor fez um discurso de formatura no Hampshire College, no qual se referiu ao presidente Donald Trump como um "racista, sexista, megalomaníaco". Depois que o canal Fox News exibiu um clipe de seu discurso, ela recebeu vários e-mails intimidantes e depreciativos, incluindo ameaças de morte, resultando no cancelamento de conversas agendadas por Taylor nas cidades de Seattle e San Diego. Em resposta, Jonathan Lash, o presidente do Hampshire College, divulgou um comunicado em 1º de junho de 2017, em apoio a Taylor e seu discurso dizendo que estava alinhado com a missão do Hampshire College.
Em 6 de julho de 2017, Taylor fez o discurso na conferência Socialism 2017 em Chicago.
Taylor também foi membro de longa data da Organização Socialista Internacional, uma doutrina trotskista revolucionária sem fins lucrativos que organizava principalmente ativistas estudantis em campi universitários. Ela foi selecionada para trabalhar no comitê de direção do grupo em 2013, mas renunciou em 2019 após revelações internas entre os membros da ISO de que o comitê de direção de 2013 havia interferido em uma investigação interna concluindo que um estupro foi cometido por um membro da ISO, que posteriormente foi autorizado a permanecer na organização. Logo após as revelações e a renúncia de Taylor, a organização votou para se dissolver.
Em março de 2022, Taylor estava entre as 151 feministas internacionais que assinaram Feminist Resistance Against War: A Manifesto, em solidariedade à Resistência Feminista Anti-Guerra iniciada por feministas russas após a invasão russa da Ucrânia.

## Detalhes sobre cada livro publicado

### Race for Profit: The Political Economy of Black Urban Housing in the 1970s, 2013
Este livro é derivado da dissertação de Taylor de 2013, quando ela estava na Northwestern University. Taylor discute extensivamente as ações após a rebelião urbana de 1960 pelo governo para fornecer moradia acessível para afro-americanos. O objetivo da dissertação era ver se a indústria de habitação privada poderia encontrar com sucesso uma solução para a rebelião urbana de 1960. Além disso, Taylor questionou a parceria dos setores público e privado e argumentou que esses dois setores têm objetivos diferentes que funcionam em oposição um ao outro.

### The Anti-Inauguration: Building Resistance in the Trump Era, 2016
Revisado por Anand Gopal, Keeanga-Yamahtta Taylor, Naomi Klein e Owen Jones, este livro reuniu uma coleção de discursos do Evento Anti-Inauguração de 2017 em Washington D.C. Os discursos examinam a administração e as políticas de Trump. A antologia discute uma resistência à presidência de Trump por meio de movimentos existentes, fazendo com que esses movimentos trabalhem em cooperação uns com os outros. O livro foi publicado em 30 de janeiro de 2016, pela editora Haymarket Books.

### From #BlackLivesMatter to Black Liberation, 2016
From #BlackLivesMatter to Black Liberation foi publicado em 23 de fevereiro de 2016, pela editora Haymarket Books. A obra foi vencedora do Prêmio de Liberdade Cultural de 2016 para um livro especialmente notável. Este livro analisou os aspectos políticos do movimento BlackLivesMatter, incluindo a história da conexão entre raça e policiamento e como o movimento é separado da política negra. Taylor examinou a história e a motivação do movimento #BlackLivesMatter e considerou se os Estados Unidos estavam em um período pós-racial. O livro examinou-se o movimento que pode ser aplicado além da violência policial para um espectro mais amplo de ativismo.

### How We Get Free: Black Feminism and the Combahee River Collective, 2017
Este livro é composto por textos escritos pelas fundadoras do Combahee River Collective, um grupo de feministas negras das décadas de 1960 e 1970. A obra destaca o impacto do Combahee River Collective no feminismo negro de hoje. Taylor revisou o texto e o livro foi publicado em 20 de novembro de 2017, pela editora Haymarket Books. A introdução é um ensaio de Taylor sobre o legado do Combahee River Collective, que começa enquadrando sua discussão nas eleições presidenciais de 2016. Após a introdução, há uma republicação pelos membros do Combahee River Collective.

### Fifty Years Since MLK, 2018
Com autoria composta por Brandon Terry, Barbara Ransby, Keeanga-Yamahtta Taylor e Bernard E. Harcourt, foi publicado em 2 de fevereiro de 2018, pela MIT Press, este livro discute o ativismo de Martin Luther King Jr e seu impacto no ativismo atual. As autoras discutiram o trabalho de MLK antes dele ser assassinado e consideram como a história influencia o ativismo atual.

### Race for Profit: How Banks and the Real Estate Industry Undermined Black Home Ownership, 2019
Este livro examina as raízes da queda na taxa de propriedade para afro-americanos. O livro foi indicado para o National Book Award de 2019.

## Parcerias profissionais
- Associação de História Urbana;
- American Historical Association;
- Associação Americana de Sociologia.[45]

## Obras publicadas
- Taylor, Keeanga-Yamahtta (dezembro de 2006). «Racism and the Criminal Injustice System». International Socialist Review (em inglês): 33–36
- Taylor, Keeanga-Yamahtta (1 de julho de 2012). «Back story to the neoliberal moment: Race taxes and the political economy of black urban housing in the 1960s». Souls (em inglês). 14 (3–4): 185–206. doi:10.1080/10999949.2012.764836
- Taylor, Keeanga-Yamahtta (23 de fevereiro de 2016). From #BlackLivesMatter to Black Liberation (em inglês). [S.l.]: Haymarket Books. ISBN 9781608465620. OCLC 907653029
- Taylor, ed. (2017). How We Get Free: Black Feminism and the Combahee River Collective (em inglês). Chicago: Haymarket. ISBN 9781608468553. OCLC 975027867
- Hunter, Marcus Anthony; Pattillo, Mary; Robinson, Zandria F; Taylor, Keeanga-Yamahtta (27 de março de 2016). «Black placemaking: Celebration, Play, and Poetry». Theory, Culture & Society (em inglês). 33 (7–8): 31–56. doi:10.1177/0263276416635259